# DC Super Hero Girls: Héroe del Año
DC Super Hero Girls: Héroe del Año es una Película de superhéroes animada estadounidense basada en la franquicia DC Super Hero Girls, producida por Warner Bros. Animation.La película se estrenó en la Comic-Con Internacional de San Diego el 24 de julio de 2016,y se lanzó en Digital HD el 9 de agosto y en DVD el 23 de agosto.Es la primera película de la franquicia DC Super Hero Girls.

## Sinopsis
Es hora de la ceremonia anual del Héroe del Año y los estudiantes de Super Hero High compiten por el premio mayor, pero las festividades dan un giro cuando Dark Opal apunta a los héroes y les roba algunas de sus posesiones más preciadas para formar el arma definitiva. Wonder Woman, Supergirl, Batgirl y Bumblebee deben detener a Eclipso y su compañero Dark Opal para salvar el día.

## Reparto
- Yvette Nicole Brown como la Directora Waller
- Dean Cain como Jonathan Kent
- Greg Cipes como Beast Boy
- Jessica DiCicco como Star Sapphire
- John DiMaggio como Gorilla Grodd
- Teala Dunn como Bumblebee
- Ashley Eckstein como Cheetah
- Anais Fairweather como Supergirl
- Nika Futterman como Hawkgirl
- Grey Griffin como Wonder Woman/Giganta
- Julianne Grossman como Reina Hippolyta
- Tania Gunadi como Lady Shiva
- Josh Keaton como Hal Jordan/Flash / Steve Trevor
- Tom Kenny como Crazy Quilt/Comisionado Gordon / Parásito
- Misty Lee como Big Barda
- Mona Marshall como Eclipso
- Danica McKellar como Frost
- Khary Payton como Cyborg
- Cristina Pucelli como Miss Martian/Amethyst
- Sean Schemmel como Dark Opal
- Stephanie Sheh como Katana
- Helen Slater como Martha Kent
- April Stewart como Alura
- Tara Strong como Harley Quinn/Hiedra Venenosa
- Anna Vocino como Oracle
- Hynden Walch como Starfire
- B.J. Ward como la Maestra Alquimista
- Mae Whitman como Batgirl
- Alexis G. Zall como Lois Lane